# بحر الأشجار
بحر الأشجار هو فيلم من نوع غموض ودراما أُصدر في 2015. الفيلم من توزيع إيه 24، وهو من إخراج جوس فان سانت، أما السيناريو فكان من كتابة Chris Sparling ‏.

## القصة
تقع أحداث الفيلم في اليابان.

## طاقم التمثيل
- ماثيو ماكونهي

## الإنتاج
موسيقى الفيلم التصويرية كانت من تأليف ماسون بيتس.

## وصلات خارجية
- بحر الأشجار على موقع IMDb (الإنجليزية)
- بحر الأشجار على موقع روتن توميتوز (الإنجليزية)
- بحر الأشجار على موقع قاعدة بيانات الأفلام العربية
- بحر الأشجار على موقع ألو سيني (الفرنسية)
- بحر الأشجار على موقع Turner Classic Movies (الإنجليزية)
- بحر الأشجار على موقع أول موفي (الإنجليزية)
- بحر الأشجار على موقع بوكس أوفيس موجو (الإنجليزية)
- بحر الأشجار على موقع فيلمافينيتي (الإسبانية)
- بحر الأشجار على موقع قاعدة بيانات الفيلم (الإنجليزية)
- بحر الأشجار على موقع ليتربوكسد (الإنجليزية)